# 히라키 요시키
히라키 요시키(일본어: 平木 良樹, 1986년 10월 17일 ~ )는 일본의 전 축구 선수이다.

## 구단 경력
과거 나고야 그램퍼스, 로아소 구마모토, 쇼난 벨마레, 블라우블리츠 아키타에서 활동하였다.